# نهان‌دندانگان
نهان‌دندانگان (نام علمی: Cryptodonta) نام یک فراراسته از رده دوکفه‌ای‌ها است.